# مارشل (کارولینای شمالی)
مارشل (به انگلیسی: Marshall) شهری در ایالت کارولینای شمالی کشور ایالات متحده آمریکا است که جمعیت آن در سرشماری سال ۲۰۱۰ میلادی، ۸۷۲ نفر بوده‌است.